# Reijo Vähälä
Reijo Vähälä (né le 7 mars 1946 à Alajärvi et mort le 2024), est un athlète finlandais spécialiste du saut en hauteur. Affilié au Tampereen Pyrintö, il mesure 1,88 m pour 80 kg.

## Biographie
Dans son autobiographie, Reijo Vähälä a défini une fonction donnant la hauteur à laquelle il sautait en fonction de son âge {\displaystyle x} : 
{\displaystyle f(x)=-0,443x^{2}+21,02x-36,9}

### Palmarès
| Date | Compétition                    | Lieu    | Résultat | Performance |
| ---- | ------------------------------ | ------- | -------- | ----------- |
| 1969 | Championnats d'Europe          | Athènes | 2e       | 2,17 m      |
| 1970 | Championnats d'Europe en salle | Vienne  | 10e      | 2,11 m      |

### Records
| Épreuve         | Performance | Lieu    | Date              |
| --------------- | ----------- | ------- | ----------------- |
| Saut en hauteur | 2,17 m      | Athènes | 19 septembre 1969 |